# Citadelle de Kirkouk
La citadelle de Kirkouk (en arabe : قلعة كركوك) est l'un des plus anciens monuments de la ville de Kirkouk, dans le nord de l'Irak. La citadelle est bâtie sur un plateau, lui-même surhaussé d'une motte dominant de près de 40 mètres les berges de la rivière Khasa. Cette motte pourrait avoir été érigée sur l'ordre du roi d'Assyrie Assurnazirpal II entre - 884 et - 858 afin de défendre la ville d'Arrapha, cité antique située approximativement à l'emplacement de l'actuelle ville de Kirkouk.
Par la suite, un autre souverain aurait ordonné l'édification d'un nouveau rempart flanqué de 72 tours. Parmi les bâtiments majeurs de la citadelle, un édifice surnommé « l'église rouge » abrite des traces de mosaïques datant de la période pré-islamique. 
Tamerlan aurait fait halte dans la citadelle lors d'une expédition militaire menée en 1393. Les remparts sont renforcés pendant l'occupation ottomane.
Dans les années 1990, le président Saddam Hussein envisage d'entamer la restauration de la citadelle. Cependant, pour certains opposants au régime, cet acte aurait été une tentative d'expulser les quelque 800 à 900 Turkmènes demeurant dans les maisons de l'ancienne citadelle.
La citadelle est considérée par de nombreux Turkmènes comme faisant partie intégrante de leur histoire et de leur héritage culturel. Selon certaines traditions, la citadelle abriterait la tombe du prophète Daniel.